# Houtkleurige vlinder
De houtkleurige vlinder (Xylena vetusta) is een nachtvlinder uit de familie van de uilen, de Noctuidae.

## Beschrijving
De voorvleugellengte bedraagt tussen de 24 en 29 millimeter. Zowel door tekening die streperig en houtkleurig is, als door het dicht tegen het lijf aan vouwen van de vleugels en de stompe kop, lijkt deze vlinder op een stukje hout.

## Waardplanten
De houtkleurige vlinder gebruikt allerlei kruidachtige en houtige planten als waardplanten. De rups is te vinden van mei tot juli.

## Voorkomen
De soort komt verspreid over het Palearctisch gebied voor.

### In Nederland en België
De houtkleurige vlinder is in Nederland en België een zeer zeldzame soort. De vlinder kent één generatie die vliegt van halverwege augustus tot halverwege oktober, vervolgens overwintert (als imago) en daarna weer vliegt van begin maart tot en met mei.